# Dusona wyomingensis
Dusona wyomingensis är en stekelart som först beskrevs av Henry Lorenz Viereck 1906.  Dusona wyomingensis ingår i släktet Dusona och familjen brokparasitsteklar. Inga underarter finns listade i Catalogue of Life.